# 巨形囊双吸虫
巨形囊双吸虫（学名：Didymozoon gigas）为囊双科囊双吸虫属的动物。在中国大陆，分布于南海等海域，营寄生生活，宿主为圆燕鱼。寄生部位在鳃。该物种的模式产地在海南三亚。